# Mike Dodd
Mike Dodd (Manhattan Beach, 20 agosto 1957) è un ex giocatore di beach volley ed ex pallavolista statunitense, vincitore dell'argento olimpico nel beach volley ad Atlanta 1996 e membro della Beach Volleyball Hall of Fame e della Volleyball Hall of Fame.

## Biografia

### Beach volley
Cresciuto a Manhattan Beach, ha studiato alla San Diego State University praticando sia pallavolo che pallacanestro, tanto da essere scelto al nono giro del draft 1979 dai San Diego Clippers, ma scelse di dedicarsi al beach volley.
Tra il 1980 ed il 1996 ha collezionato sei vittorie al Manhattan Open, oltre a due secondi posti, quattro terzi posti ed un quarto posto, cambiando negli anni vari partner come Jon Stevenson, Tim Hovland, con cui ha fatto coppia per quasi dieci anni, Ricci Luyties e, dal 1993, Mike Whitmarsh.
Proprio con Whitemarsh ha preso parte al primo torneo olimpico di beach volley di Atlanta 1996, raggiungendo la finale dove vennero sconfitti dai connazionali Karch Kiraly e Kent Steffes.
In diciotto anni di carriera ha partecipato a 351 tornei vincendone 75.

### Pallavolo
Giocando da centrale, Dodd ha rappresentato Nazionale di pallavolo.
Dal 1977 al 1980 ha giocato per la San Diego State University e dal 1981 al 1986 ha giocato in Serie A1  indossando le casacche di Casio Milano, Damiani Belluno e Ciesse Padova.

### Dopo il ritiro
Dopo il ritiro avvenuto nel 1997, ha lavorato come analista di beach volley per i giochi di Sydney 2000 e di pallavolo per Atene 2004 con la NBC.
A partire dal 2008 ha allenato la coppia formata da Jake Gibb e Sean Rosenthal, capace di chiudere al quinto posto i Giochi olimpici di Pechino 2008 e Londra 2012.
Tra il 2010 ed il 2012 è stato anche allenatore della coppia italiana Daniele Lupo / Paolo Nicolai che sotto la sua guida ha sconfitto a Londra 2012 i campioni olimpici in carica Todd Rogers e Phil Dalhausser.
Nel 2000 è stato introdotto nella Beach Volleyball Hall of Fame, mentre nel 2012 è stato inserito nella Volleyball Hall of Fame.

## Palmarès

### Giochi olimpici
- 1 medaglia:
  - 1 argento (Atlanta 1996)